# Jeu décisif (téléfilm)
Pour les articles homonymes, voir Jeu décisif.
Pour plus de détails, voir Fiche technique et Distribution.
Jeu décisif est un téléfilm documentaire français réalisé par Karim Koulakssis et diffusé pour la première fois le 22 mai 2008 sur France 2 dans l'émission Infrarouge.

## Synopsis
Deux ans d'immersion au sein de l'Académie de Tennis Mouratoglou permettent de suivre au quotidien l'évolution de jeunes enfants qui ont le rêve de devenir des champions de tennis.
Jan a quatre ans et est américain. Fiona a douze ans, elle est française. Sebastian, néo-zélandais, et Renzo, argentin, ont tous les deux treize ans. La Canadienne Anne-Christine a quatorze ans. Enfin, il y a Márcos : le Chypriote compte parmi les meilleurs joueurs au monde et a vingt-et-un ans.
Qu'ils soient joueurs de haut niveau, peu importe : avant tout, ce sont des enfants aux itinéraires hors du commun.
Ces enfants assument en quelques années des transformations et des dépassements que la plupart d'entre eux ont du mal à vivre sur toute une existence. Ce sont des « fous », des génies, des enfants aux fêlures secrètes, des gamins adultes qui décident un jour, quoi qu'il leur en coûte, de tenter l'aventure d'un destin de champion : quitter leur pays, leur famille, grandir seul, loin du cocon familial, renoncer à une bonne part de leur adolescence.
Leur route est pavée de sacrifices, de souffrances, de pièges en tous genre, de victoires, de défaites, de désespoirs et d'exaltations. Quelles que soient les circonstances qui les ont conduits là, ces « combattants » débordent d'énergie et de volonté pour assumer au quotidien ce qui paraîtrait impossible à la majorité des adultes.
Ces gamins sont venus des quatre coins de la planète tenter leur chance à quelques kilomètres de Paris, à la Mouratoglou Tennis Academy, installée dans les Yvelines à Thiverval-Grignon.
Ce sont ces vies d'enfants « combattants », intenses et condensées, qui ont été filmées quotidiennement pendant deux ans et demi, dans le cadre d'une immersion totale.
Ces enfants construisent leur destin dans la solitude. Certains jettent l'éponge en cours de route quand d'autres atteignent l'élite mondiale.

## Fiche technique
- Titre original : Jeu décisif
- Réalisation : Karim Koulakssis
- Photographie : Frédéric Chales, François Pirault, Jérôme Vitoux
- Montage : Marc Déclais, Emmanuel Gautier
- Musique : Nicolas Neidhardt, Nicolas Richard, Vincent Radureau
- Production déléguée : Yves Jeanneau
- Sociétés de production : Mini Prod, Tel France, Studio International
- Société de distribution : 2001 Audiovisuel (international)
- Genre : documentaire
- Durée : 90 minutes
- Date de première diffusion : 22 mai 2008 sur France 2 dans l'émission Infrarouge

## Distribution
- Márcos Baghdatís (Chypre)
- Fiona Gervais (France)
- Sebastian Lavie (Nouvelle-Zélande)
- Renzo Olivo (Argentine)
- Jan Silva (États-Unis)
- Anne-Christine Voicu (Canada)
- Nicolas Copin
- Sébastien Durand
- Patrick Gervais
- Stéphane Huet
- Patrick Mouratoglou
- Olivier Nussbaum
- François Teysseidre

## Genèse du film
Márcos Baghdatís quitte Chypre, ses parents et ses amis à l'âge de treize ans pour rejoindre Paris et intégrer la Mourtoglou Tennis Academy. Il devient champion du monde junior en décembre 2003.
En 2004, Karim Koulakssis a l'occasion de le suivre avec sa caméra dans le cadre d'un carnet de route de la première saison senior et professionnelle du champion du monde junior : Le Rookie diffusé sur Eurosport International. Márcos Baghdatís accepte pleinement cet exercice et la présence de la caméra. Il ne se cache jamais, ce qui permet ainsi aux téléspectateurs de vivre au plus près et dans l'intimité d'un grand champion en construction.
En 2005, Karim Koulakssis poursuit ses tournages avec Márcos Baghdatís au sein de l'académie Mouratoglou. Il lui devient rapidement évident que les autres enfants de l'académie vont lui permettre de saisir et de comprendre ce par quoi Baghdatís est passé pour en arriver là où il en est désormais. Ces enfants ont l'âge de Marcos quand il est arrivé en France. Ils viennent eux aussi de très loin. Ils ont tout quitté, eux aussi, pour se construire un destin hors du commun.
Après deux mois de repérages au sein de l'académie, ce sont deux ans et demi de tournage et un an de montage qui démarrent pour Karim Koulakssis et ses équipes de Mini Prod.